# Меркаптопурин
Меркаптопурин (лат. Mercaptopurinum) — синтетичний лікарський препарат, який за своєю хімічною структурою є аналогом пуринових основ, та застосовується перорально. Меркаптопурин уперше досліджувався Гертрудою Елайон та Джорджем Гітчінгсом у дослідницькому центрі «Burroughs Wellcome» в штаті Нью-Йорк, пізніше дослідження препарату продовжувались у Меморіальному Госпіталі (натепер Меморіальний раковий центр Слоан-Кеттерінг) в Нью-Йорку. Уперше меркаптопурин схвалений FDA у 1953 році.

## Фармакологічні властивості
Меркаптопурин — синтетичний лікарський засіб, який за своєю хімічною структурою є аналогом пуринових основ. Механізм дії препарату полягає в інгібуванні синтезу пуринових нуклеотидів ДНК шляхом конкурентного метаболізму після його поглинання клітинами та його перетворення до нуклеотидів тіогуаніну, внаслідок чого гальмується синтез пуринових нуклеотидів у S-фазі мітозу. Оскільки мітотична активність більш виражена у клітин, які швидко ростуть, то меркаптопурин більш активний до клітин злоякісних пухлин, клітин слизової оболонки кишечника, клітин крові та ембріональних клітин. Меркаптопурин застосовується як протипухлинний препарат при різних видах раку: гострому лімфобластному лейкозі, хронічному мієлолейкозі, ретикульозах, хронічному гранулоцитарному лейкозі та хоріонепітеліомі. Меркаптопурин також застосовується при хворобі Крона та неспецифічному виразковому коліті. Меркаптопурин особливо активний до ембріональних клітин, тому його застосування при вагітності ймовірно може призвести до народження дитини із хромосомними аномаліями або іншими вадами розвитку. Окрім цього, меркаптопурин має виражену цитотоксичну (яка більше пов'язана із накопиченням метаболітів препарату в еритроцитах, а не з його концентрацією в плазмі крові) та імуносупресивну дію, що сприяє виникненню частих побічних ефектів при застосуванні препарату.

### Фармакокінетика
Меркаптопурин погано всмоктується після перорального застосування, біодоступність препарату сильно варіює становить від 5 до 37 %, що ймовірно пов'язано із першим проходженням препарату через печінку. Максимальна концентрація меркаптопурину досягається в середньому приблизно за 2,2 години після прийому препарату. Меркаптопурин погано зв'язується з білками плазми крові. Меркаптопурин погано проходить через гематоенцефалічний бар'єр, проникає через плацентарний бар'єр та виділяється в грудне молоко. Метаболізується препарат у печінці з утворенням як активних, так і неактивних метаболітів. Виведення препарату із організму трифазне, у першій фазі незмінений меркаптопурин виводиться із організму із періодом напіввиведення 45 хвилин, у другій фазі період напіввиведення метаболітів препарату складає 2,5 годин, а в третій фазі цей час складає 10 годин. Період напіввиведення меркаптопурину може змінюватися у хворих із порушеннями функції печінки або нирок.

## Показання до застосування
Меркаптопурин застосовують для лікування гострому лімфобластному лейкозі, хронічному лімфолейкозі, гострому мієлолейкозі, хронічному гранулоцитарному лейкозі, ретикульозах, хоріонепітеліомі матки.

## Побічна дія
При застосуванні меркаптопурину побічні ефекти спостерігаються часто, переважна більшість із них спричинені порушенням метаболізму пуринових основ нуклеїнових кислот. Серед побічних ефектів препарату найчастішими є:
- Алергічні реакції та з боку шкірних покривів — висипання на шкірі, фотодерматоз, надмірна пігментація шкіри, алопеція, гарячка.
- З боку травної системи — виразковий стоматит, нудота, блювання, діарея, панкреатит, гастроентерит, зниження апетиту, виразки шлунково-кишкового тракту, некроз гепатоцитів, холестаз.
- З боку сечостатевої системи — нефропатія, транзиторна олігоспермія.
- Інфекційні ускладнення — зниження опірності до інфекцій (особливо вітряної віспи та Оперізуючого герпесу).
- Зміни в лабораторних аналізах — анемія, тромбоцитопенія, лейкопенія, агранулоцитоз, панцитопенія, підвищення рівня сечової кислоти в крові.
- Інші побічні ефекти — розвиток вторинних злоякісних пухлин, канцерогенний ефект у потомства; при застосуванні під час вагітності можливі внутрішньоутробна загибель плода, вади розвитку плода, затримка росту плода, ембріональна токсичність.

## Протипокази
Меркаптопурин протипоказаний при підвищеній чутливості до препарату. З обережністю застосовується меркаптопурин при вагітності та годуванні грудьми.

## Форми випуску
Меркаптопурин випускається у вигляді таблеток по 0,05 г.